# Cours de morale en Belgique
Pour les autres pays, voir Cours de morale.
 (9 février 2019).
Une des particularités du système éducatif belge est l'organisation de « cours philosophiques » obligatoires. Dans les réseaux officiels (de la Communauté française, provincial et communal), les parents et élèves majeurs ont le choix entre des cours relevant des religions reconnues par l'État belge (catholicisme romain, protestantisme, anglicanisme, christianisme orthodoxe, judaïsme, islam) et un cours de morale non confessionnelle. Ces cours sont organisés dans les enseignements primaire et secondaire, quel que soit le nombre d'élèves inscrits. Cette disposition particulière découle du « Pacte scolaire », signé par les trois principaux partis politiques en 1958.
Le cours de morale peut être comparé aux cours d'éducation civique et de philosophie des collèges et lycées français, n'était que ces derniers s'adressent à tous les élèves sans distinction.

## Les grands objectifs
Le cours de morale se veut à la fois défense et illustration d’une démocratie vécue. Il vise à former l’esprit critique des jeunes afin de leur apprendre à effectuer des choix lucides dans la masse d’informations qui les entoure.
Il leur apprend les diverses formes de communication afin d’être en mesure de recevoir, de donner, d’échanger, de partager, de comprendre… Il exerce leur pratique de la coopération afin que chacun sache que la paix et la tolérance naissent du travail en commun.
Le cours de morale a pour but de créer, chez les jeunes, une vue générale sur la vie et un style de vie, qui se traduit à la fois par des attitudes, des comportements et des actes. L’apprentissage de cette morale, véritable pédagogie de la décision, est progressif car il n’y a ni certitudes, ni dogmes, ni garde-fous où s’accrocher facilement.
Philosophie de l’individu qui débouche sur l’authenticité, l’autonomie, la liberté et l’engagement, cette attitude face aux faits, cette approche de la vérité, cette recherche du bonheur ici-bas créent une morale de l’implication. Cette morale et cette éthique en mouvement que les professeurs de morale s’efforcent de transmettre aux élèves donnent à ce cours sa caractéristique la plus originale et sa richesse.
Ce cours inspiré par l’esprit du libre examen conduit à une éducation au discernement, au questionnement, à l’analyse rigoureuse, pour former des hommes et des femmes libres, autonomes, heureux, solidaires et responsables du monde de demain.

## Les grands axes du programme (Enseignement secondaire)
- 1re
  - S'ouvrir, s'enrichir (Se situer par rapport à soi, par rapport à la société)
  - Apprendre, comprendre, raisonner (Vivre pour apprendre et apprendre pour vivre)
  - Changer, douter, choisir (Une morale du doute et du choix)
- 2e
  - S'assumer (Devenir soi-même)
  - Choisir (Etre soi-même)
  - S'engager (Agir pour défendre la dignité humaine)
- 3e
  - L'altérité, l'intimité et l'interdit. Respect et "reliance" (Je prends conscience de mes cercles d'intimité, de ce qui me relie aux autres et des interdits qui me sont adressés ou que je formule)
  - La cité et la loi. Justice et politique (Je prends conscience, je me situe, j’identifie les critères de légitimité des coutumes, des règles, des lois, des valeurs.Je m'engage au niveau de la Cité)
  - L'humanité et les droits de l'Homme. Éthique et universalité (Je prends conscience de ma responsabilité au niveau de l'humanité et des droits de l'Homme)
- 4e
  - De l’animal à l’homme (Les chemins hésitants vers l’humanité)
  - Etre un homme (Spécificité de l’être humain ?)
  - L’homme une liberté (L'homme - au - monde. L'homme - dans - le - monde)
- 5e
  - Suis-je seul au monde?
  - Dans quelle société je veux vivre?
- 6e
  - Qu'est-ce que je tiens pour vrai ?
  - Quel sens je veux donner à ma vie?

## Historique

### Avant le pacte scolaire

#### Enseignement primaire
La loi organique de 1842 avait mis l'enseignement sous la coupe du clergé. Les écoles normales étaient dirigées par des ecclésiastiques, le cours de religion était obligatoire et faisait partie du programme scolaire. Les propos du ministre Jean-Baptiste Nothomb traduisent parfaitement l'esprit et les tendances de cette loi de 1842 : 
« Pas d'enseignement, surtout pas d'enseignement primaire sans éducation morale et religieuse, et nous entendons par éducation religieuse, l'enseignement d'une religion positive. Nous rompons avec les doctrines politiques du XVIIIe siècle qui avaient prétendu séculariser complètement l'instruction et constituer la société sur des bases purement rationalistes.  »
Après la courte parenthèse du gouvernement libéral (1880-1884) qui mit en place une politique de décléricalisation de l'enseignement (suppression du cours de religion et instauration d'une formation morale), les catholiques reviennent au pouvoir et font promulguer une troisième « Loi organique » qui supprime le cours de formation morale indépendante de la religion du programme mais laisse le choix aux communes de créer ou non un enseignement religieux. Progressivement, cependant, le cours de religion est réintroduit dans l'enseignement primaire, une situation que la loi de 1895, en vigueur jusqu'au « Pacte scolaire», ne fait qu'entériner : en effet, l'enseignement de la religion redevient obligatoire ; l'article 17 stipulant que « l'instruction comprend nécessairement l'enseignement de la religion et de la morale, la lecture, l'écriture ... ». Selon cette loi, la morale ne pouvait trouver de fondement en dehors de la religion. « En rattachant de façon nécessaire, déclarait le ministre Schollaert à la Chambre, le cours de morale à celui de religion, le législateur de 1895, écartant la morale purement laïque, a entendu que la morale ne peut trouver de fondement en dehors de la religion » . Cette conception est poussée à un point tel que le cours de religion va envahir tous les autres cours. Dans une circulaire du 13 octobre 1895, le ministre déclare : 
« Lorsque la classe est fréquentée exclusivement par des élèves appartenant à la même religion et dont aucun n'est dispensé de l'enseignement religieux, l'instruction tout entière peut avoir un caractère confessionnel, pareil enseignement répondant alors au vœu des parents. »
La loi Schollaert prévoyait aussi que le chef de famille ait la possibilité de choisir entre les divers cultes reconnus et que le cours soit confié soit à un ministre du culte, soit, sous la surveillance de ce dernier, à l'instituteur, s'il y consentait, ou à une personne agréée par le conseil communal. Le chef de famille pouvait demander également de manière expresse que son enfant soit dispensé du cours de religion, mais aucune alternative n'était offerte à l'élève dispensé. À l'arrivée du prêtre, il était relégué au fond de la classe ou allait à l'étude dans un autre local. Il était abandonné à lui-même. À propos de la dispense, il faut signaler qu'elle s'obtenait difficilement ; une circulaire de 1905 qui restera en vigueur jusqu'à l'issue de la Première Guerre mondiale et même au-delà, interdisait, en effet, aux administrations communales de faire connaître aux parents qu'ils pouvaient faire exempter leurs enfants du cours de religion. 

À l'issue de la guerre, certains catholiques comme Henry Carton de Wiart, dans l'atmosphère d'union sacrée qui régnait, manifestent une attitude plus conciliante envers les revendications des « Partis laïques » : le ministre Jules Destrée en 1921 publie une brochure Du rôle éducatif de l'école primaire dans laquelle sont proposées des leçons, à raison d'une demi-heure par semaine, de morale civique et de morale commune sur des thèmes comme la propreté, la tempérance, la sincérité, etc. 
« Il nous faut réagir, expliquait J. Destrée, contre le fléchissement des mœurs et nous essayer à former les caractères. Tout enseignement, de la base au sommet, doit chercher à moraliser, à rendre meilleur ... et parallèlement, l'enseignement doit rattacher étroitement l'élève au pays [ ... ] L'éducation morale se complète par l'éducation civique »
. Mais l'instauration de ce cours intitulé « Éducation morale et civique » qui s'adressait à tous les élèves et qui a été inscrit au programme scolaire jusqu'en 1959, ne changea rien au fait que le cours de religion restait toujours obligatoire et qu'il fallait une démarche expresse du chef de famille pour obtenir une dispense. De plus, le certificat de dispense instaurait dans sa formulation un sentiment de malaise et d'amoralité puisque le chef de famille demandait « de dispenser son enfant du cours de religion et de morale ».

#### Enseignement secondaire
La « Loi organique » de 1850 stipulait à l'article 8 : 
« L'instruction moyenne comprend l'enseignement religieux. Les ministres des cultes seront invités à donner ou à surveiller cet enseignement dans les établissements soumis au régime de la présente loi »
.
L'invitation à donner un cours de religion adressée au clergé se transforma, avec la « Convention d'Anvers »(1854), en une présence obligatoire : l'instruction religieuse devint partie intégrante de l'enseignement moyen. C'est de cette époque que date la tradition de consacrer deux heures par semaine au cours de religion. Les élèves non catholiques étaient, en vertu de l'article 15 de la Constitution, dispensés mais rien n'était prévu pour eux. Leur instruction religieuse devait se faire en dehors de l'établissement. La morale apparaît dans les programmes quelques années plus tard, en 1881, sous le gouvernement Frère-Orban, mais sans précision du nombre d'heures et sous la forme d'un enseignement occasionnel. Une note explique : 
« Les professeurs doivent saisir toutes les occasions que leur fourniront la lecture et l'explication des œuvres classiques pour inculquer aux élèves les principes de la sainte morale. »
.
Avec le retour des catholiques au pouvoir en 1884, un cours de religion est progressivement réintroduit dans les écoles moyennes et les athénées et, en 1889, le premier professeur de religion non catholique, un rabbin, est désigné dans un établissement de l'État, l'École moyenne des filles d'Arlon. 
À la veille du premier conflit mondial, la situation est très variable d'un établissement à l'autre et d'une région à l'autre : la fréquentation du cours de religion est parfois très faible. Citons à titre d'exemple les écoles d'Anvers, de Bruxelles et d'Ixelles. À Schaerbeek, seulement 7 % des élèves de l'école moyenne suivent le cours de religion. Après l'armistice, les autorités politiques souhaitent un apaisement des tensions idéologique: l'AR du 20 septembre 1924 instaure dans l'enseignement secondaire, un « Cours de morale obligatoire pour les élèves dispensés du cours de religion ». Le professeur, lit-on dans le programme, « montrera aux élèves des exemples frappants empruntés à la vie des hommes de l'Antiquité et des Temps Modernes qui se sont distingués par leurs vertus et par la noblesse de leur idéal ». Mais la religion restait une matière obligatoire ; le libellé dans le programme est très explicite, il s'agit d'un choix entre le cours de « religion et morale » ou le cours de « morale (option): deux heures ». De cette époque, datent les premières nominations dans les établissements de l'État de professeurs de religion protestante. 

L'étape suivante date de 1947, lorsque le ministre Camille Huysmans prévoit dans une circulaire de soumettre un formulaire laissant aux parents, ce qui irrite le PSC/CVP, l'option entre les cours de religion et de morale. La discussion qui s'ensuivit entre socialistes et catholiques aboutit à l'accord M. Buset-A. De Schrijver ; l'article 8 de la loi de 1850 fut abrogé et remplacé par l'article suivant: 
« L'instruction moyenne comprend l'enseignement de la religion et l'enseignement de la morale. Par enseignement de la religion, il faut entendre l'enseignement de la religion (catholique, protestante ou israélite) et la morale inspirée de cette religion. Par enseignement de la morale, il faut entendre l'enseignement de la morale non confessionnelle. Les ministres des cultes sont invités à donner ou à surveiller l'enseignement de la religion ou de la morale inspirée de cette religion ... L'enseignement de la morale non confessionnelle est organisé par le ministre de l'Instruction publique. »
 L'expression associant « religion et morale » a disparu ; par contre apparaissent les termes « morale non confessionnelle » qui précisent le contenu philosophique du cours. Toutefois, tout élève était encore automatiquement inscrit au cours de religion. Il fallait donc une démarche volontaire des parents pour faire le choix de l'option morale. 
Dans l'enseignement secondaire communal et provincial, ce n'est pas le ministre qui organise l'enseignement. La situation, jusqu'en 1955, pouvait donc être différente d'un établissement à l'autre. Dans certaines grandes agglomérations comme la Ville de Bruxelles, les cours de religion n'étaient pas organisés. C'étaient les écoles sans Dieu stigmatisées par les catholiques mais on y donnait un cours de morale dont le programme, centré sur l'éducation civique, le savoir-vivre, était fort éloigné d'un cours de morale non confessionnelle. C'est la loi du 27 juillet 1955, complétée par celle du 28 juillet, qui imposa d'inscrire les cours de religion et de morale au programme de l'enseignement moyen provincial et communal. 

#### Enseignement technique
Jusqu'en 1948, la situation variait d'un établissement à l'autre. Des cours de religion ou de morale non confessionnelle étaient dispensés selon les tendances philosophiques de l'établissement ou du pouvoir organisateur. L'accord Buset-De Schrijver mit au programme un cours, en option, de religion ou de morale, à raison de deux heures par semaine pour les filles et d'une heure pour les garçons. Un cours de civisme était joint tant au cours de religion qu'à celui de morale.

### Après le « Pacte scolaire »
Un cours de morale de deux heures par semaine n'eut véritablement d'existence légale dans l'enseignement primaire, moyen, normal et technique que par la loi du 29 mai 1959 exécutant le «Pacte scolaire». L'article 8 oblige, en effet, tous les établissements scolaires officiels à offrir le choix, dans l'horaire hebdomadaire, entre deux heures d'un cours d'une religion reconnue et deux heures de morale non confessionnelle. La loi précise que, au moment de l'inscription, le chef de famille choisit par déclaration écrite et qu'aucune pression ne peut être exercée sur lui. On se trouve donc dans une situation nouvelle dans la mesure où, à présent, c'est le chef d'établissement qui doit faire une démarche, présenter un formulaire, et non plus, comme auparavant, le chef de famille qui doit introduire une demande.

Tous les problèmes n'étaient pas réglés pour autant. Ainsi dans certains établissements, le cours de morale eut beaucoup de difficultés à s'imposer. Par exemple, à l'École royale des cadets, une institution traditionnellement attachée aux valeurs chrétiennes, l'année scolaire était encore ouverte, jusqu'en 1973, par une Messe de l'Esprit-Saint prévue à l'horaire des élèves et célébrée par un aumônier de la caserne Ste-Anne. Parfois, les parents n'étaient pas avertis que les élèves avaient le choix entre un cours de morale et un cours de religion. D'autres questions plus aiguës occupèrent le monde laïque. Celle du choix et de la formation des professeurs de morale fut pendant longtemps l'objet de ses préoccupations. Si le cours de religion devait nécessairement et normalement être attribué à un enseignant pratiquant, il fallait également que les professeurs de morale aient une option laïque reconnue. Largement admise en théorie, cette exigence, dans la pratique, était loin d'être rencontrée. La loi n'était pas à cet égard très claire : 
« Dans l'enseignement primaire officiel, le cours de morale non confessionnelle sera confié, par priorité, au titulaire d'un diplôme délivré par un établissement officiel et dont le porteur a, si possible, suivi un pareil cours de morale. Dans l'enseignement secondaire officiel, il est confié, par priorité, à un titulaire d'un diplôme d'agrégé délivré par un établisse¬ment non confessionnel (article 10) »
. Les termes par priorité, si possible ou établissements non confessionnels laissaient la porte ouverte à toutes les interprétations. À cette difficulté, s'ajoutait (s'ajoute peut-être encore aujourd'hui) le fait que le cours servait souvent, dans l'esprit de la direction, à compléter un horaire et était confié à des titulaires ne présentant pas toutes les garanties sur les plans philosophique et pédagogique. 
« Le vice majeur de la situation actuelle, expliquait déjà en 1955 L. Verniers, secrétaire général de l'enseignement moyen, c'est que la morale est considérée comme un simple cours d'appoint que l'on confie sans discernement par bribes et morceaux pour compléter l'horaire hebdomadaire d'un ou plusieurs membres du personnel de l'école. »
 Il fallait donc s'assurer de l'option laïque du candidat que seule une organisation représentative de la communauté non confessionnelle pouvait créditer. L'AR du 22 avril 1969, fixant les titres requis du personnel enseignant de l'État, apporta une petite amélioration dans la mesure où on pouvait se référer à la mention option morale figurant sur le diplôme des instituteurs ou des agrégés de l'enseignement secondaire inférieur pour désigner les professeurs de morale. Mais cela n'était valable que pour les temporaires. Dans le cas de la désignation d'un enseignant aux stages, il fallait tenir compte du statut de 1969 et du classement des enseignants en fonction du nombre de jours prestés en tant que temporaires. En d'autres termes, un enseignant sans garantie non confessionnelle pouvait avoir priorité sur un collègue présentant de telles garanties. Le statut était privilégié par rapport aux dispositions du « Pacte scolaire ». D'autres problèmes restaient en suspens : les normes de dédoublement des cours dans les écoles primaires où il existait une liaison automatique, souvent défavorable au cours de morale, entre le cours de religion et le cours de morale non confessionnelle, la question des pensions des maîtres de morale dont l'horaire minimum n'avait pas été fixé. Ce n'est qu'à partir de la fin des années 1980, grâce à l'action d'associations laïques, que la situation s'est quelque peu normalisée. Une étape importante fut encore franchie en 1988 lorsque, dans la « Loi constitutionnelle » fut inséré, ce que certains ont considéré comme un recul de la laïcité un alinéa (art. 24, § 1, 4° ex-17) garantissant l'existence des cours philosophiques (« Les écoles organisées par les pouvoirs publics offrent, jusqu'à la fin de l'obligation scolaire, le choix entre l'enseignement d'une des religions reconnues et celui de la morale non confessionnelle »).

## Coût pour l'État
Une estimation pour l’année 2000 faisait état d’un coût de près de 11 milliards de francs belges, soit 272 millions d’euros, pour les établissements scolaires du réseau officiel dans les trois Communautés.